# Klasterskya acuum
Klasterskya acuum är en svampart som först beskrevs av Mouton, och fick sitt nu gällande namn av Franz Petrak 1940. Klasterskya acuum ingår i släktet Klasterskya och familjen Ophiostomataceae.  Arten är reproducerande i Sverige. Inga underarter finns listade i Catalogue of Life.